# Чёрное (озеро, Лежневский район)
Чёрное или Таковец — озеро расположено на территории Лежневского района в 14 км северо-западнее пос. Лежнево, в 0,7 км юго-восточнее д. Аладино, в 1 км северо-восточнее д. Таковец, в 3 км юго-западнее с. Чернцы. Высота над уровнем моря — 133 м.
Площадь акватории — 10,8 га. Максимальная глубина — 20,1 метра, а средняя — 6,7 метра. Объём воды — 0,000723 км³.

## Описание
Озеро имеет второе название — «Таковец». Потому как «чёрных» озёр в Ивановской области известно несколько. В частности, в Ивановском, Комсомольском, Тейковском, Фурмановском, Южском и в других районах.
Долина озера выражена слабо, озеро находиться в лесу, поэтому местность просматривается плохо. Озеро окружено заболоченным лесом с преобладанием ольхи чёрной, берёзы, сосны.
Озеро округлой формы, карстового происхождения, о чём свидетельствуют значительная глубина, слабо выраженная котловина, а также расположенное в 3,8 км юго-западнее сходное по генезису озеро Красный Остров.
Озеро дистрофное, прозрачность воды составляет всего 0,5 м. По характеру прибрежной растительности оно полузакрытое. Около 60 % протяжённости его берегов покрыты древесно-кустарниковой растительностью.
Гидрологический режим озера нарушен. По одной из канав, которая выкопана с южной стороны озера, в него поступают поверхностные стоки, с северной стороны они стекают из водоёма по другой канаве.
Берега озера низкие 30-50 см высоты, поросшие деревьями и кустарником. Всего около 30 % береговой полосы покрыто луговой растительностью. Вокруг большей части озера проходит тропа, проложенная рыбаками, охотниками и отдыхающими. С восточной стороны проложена грунтовая дорога от д. Таковец до д. Аладино, с юго-западной — лесная дорога.
Восточный берег — луговой, у воды покрыт осокой. С луговой стороны берег песчаный, покрыт тонким слоем торфа и удобен для купания. С южной, западной и северной сторон озеро окружено заболоченным лесом.

## Флора и фауна
Флора отличается богатством. К 2019 году отмечено 256 видов сосудистых растений. 13 видов растений относятся к редким для флоры Ивановской области. Среди них 3 вида: кубышка малая, морошка, куманика включены в региональную Красную книгу. Разнообразен видовой состав мхов, всего отмечено 29 видов.
Раньше в озере водилось много рыбы. Встречались такие виды как уклейка, карп, плотва, окунь и щука Но в 1989 году случился ранний ледостав. Из-за обилия выпавшего снега, лед прогнулся и рыба вышла на лед. Ударил мороз и рыба погибла.
Ещё в озере живут бобры и ондатры. А также на старых корягах отмечалась губка пресноводная озёрная бадяга.

## Использование озера
Озеро имеет рекреационное, средозащитное и учебно-познавательное значение. Местным населением оно используется для купания. Однако, на дне озера много коряг, что создаёт опасности для купальщиков. Для купания удобен восточный берег озера. Берега в местах отдыха населения засорены бытовым мусором.